# كيفن تيغز
كيفن تيغز (بالإنجليزية: Kevin Tiggs)‏ مواليد 17 أبريل 1984 في فلينت، هو لاعب كرة سلة أمريكي. بدأ مسيرته الاحترافية في سنة 2009. يلعب مع كرايلسهايم مرلينز في الدوري الألماني لكرة السلة الدرجة الثانية. يحمل الرقم 42.

## المسيرة الاحترافية
لعب مع جاي دي أيه ديجون في الدوري الفرنسي في سنة 2012، ثم لعب مع إلوارا هوكز في الدوري الأسترالي في موسم 2013–2014، ثم لعب مع كرايلسهايم مرلينز في الدوري الألماني في سنة 2016.

## روابط خارجية
- كيفن تيغز على موقع كرة السلة الأوروبية.كوم (الإنجليزية)
- كيفن تيغز على موقع كلية كرة السلة في سبورتس رفرنس.كوم (الإنجليزية)
- كيفن تيغز على موقع ريلجم (الإنجليزية)
- كيفن تيغز على موقع بروبوليرز (الإنجليزية)
- كيفن تيغز على موقع سبورتس رفرنس (الإنجليزية)